# Матюшевський Костянтин Вікентійович
Костянтин Вікентійович Матюшевський (22 серпня 1917, село Полюдово Вітебської губернії, тепер Толочинського району Вітебської області, Білорусь — 17 жовтня 1999) — радянський державний діяч, 1-й секретар Могильовського обласного комітету КП Білорусії, голова Брестського облвиконкому. Депутат Верховної ради Білоруської РСР. Депутат Верховної ради СРСР 4—6-го скликань.

## Життєпис
Народився в селянській родині. З 1937 року — директор дитячого будинку в селі Рясно Могильовської області.
У 1938 році закінчив Оршанське педагогічне училище. У 1939 році закінчив Оршанський вчительський інститут, працював вчителем середньої школи в Дрібінському районі Могильовської області.
З вересня 1939 по 1946 рік — у Червоній армії. Член ВКП(б) з 1940 року.
Учасник німецько-радянської війни з червня 1941 року. Служив політичним керівником (політруком) кулеметної роти та військовим комісаром мотомеханізованого батальйону 42-го механізованого полку 7-го танкового корпусу 11-ї армії Північно-Західного фронту. Під час боїв був важко поранений, втратив два пальці на руці, лікувався у військових шпиталях. З січня 1942 року — старший інструктор політичного відділу фронтового евакуаційного пункту № 77 (ФЕП-77) Західного фронту. Потім служив на політичній роботі в сортувальному евакуаційному госпіталі № 275 (СЕГ-275) 2-го Білоруського фронту, був заступником начальника школи санітарних інструкторів № 2 із політичної частини 2-го Білоруського фронту.
У 1946—1948 роках — інструктор Пінського обласного комітету КП(б) Білорусії. У 1948 році — завідувач відділу партійних, профспілкових та комсомольських органів Пінського обласного комітету КП(б) Білорусії.
У 1948—1950 роках — 2-й секретар Давид-Городоцького районного комітету КП(б) Білорусії Пінської області.
У 1950—1958 роках — 1-й секретар Давид-Городоцького районного комітету КП Білорусії Пінської (потім — Брестської) області. Заочно закінчив Вищу партійну школу при ЦК КПРС.
7 лютого 1958 — січень 1963 року — 1-й секретар Могильовського обласного комітету КП Білорусії.
14 січня 1963 — 10 грудня 1964 року — 1-й секретар Могильовського сільського обласного комітету КП Білорусії.
11 грудня 1964 — 1983 року — голова виконавчого комітету Брестської обласної ради депутатів трудящих (народних депутатів).
З 1983 року — персональний пенсіонер.
Помер 17 жовтня 1999 року.

## Звання
- майор

## Нагороди
- два ордени Леніна
- орден Жовтневої Революції
- орден Вітчизняної війни І ст. (6.04.1985)
- орден Вітчизняної війни ІІ ст. (5.06.1945)
- два ордени Трудового Червоного Прапора
- орден Червоної Зірки (23.03.1944)
- медаль «За оборону Москви»
- медаль «За перемогу над Німеччиною у Великій Вітчизняній війні 1941—1945 рр.»
- медалі